# Liste der Naturdenkmale im Amt Plessa
Die Liste der Naturdenkmale im Amt Plessa enthält alle Bäume, welche als Naturdenkmal im Amt Plessa im Landkreis Elbe-Elster durch Rechtsverordnung geschützt sind. Naturdenkmäler sind Einzelschöpfungen der Natur, deren Erhaltung wegen ihrer hervorragenden Schönheit, Seltenheit oder Eigenart oder ihrer ökologischen, wissenschaftlichen, geschichtlichen, volks- oder heimatkundlichen Bedeutung im öffentlichen Interesse liegt. Grundlage ist die Veröffentlichung des Landkreises Elbe-Elster.

## Legende
In den Spalten befinden sich folgende Informationen:
- Nr.: Identifizierungsnummer nach veröffentlichter Liste. Sie wird von der unteren Naturschutzbehörde des Landkreises oder der kreisfreien Stadt vergeben. Wenn sie bekannt ist, wird sie angegeben. In dieser Spalte kann sich zusätzlich das Wort Wikidata befinden, der entsprechende Link führt zu Angaben zu diesem Naturdenkmal bei Wikidata.
- Bezeichnung: Benennung des Naturdenkmals, in der Regel wird bei Bäume die Baumart genannt. Bekannte Eigennamen werden mit angegeben.
- Gemarkung: Ort oder Gemarkung, in der sich das Naturdenkmal befindet
- Lage: Nennt die Lage des Naturdenkmals im jeweiligen Ortsteil und die geografischen Koordinaten des Naturdenkmals. Link zu einem Kartenansichtstool, um Koordinaten zu setzen. In der Kartenansicht sind Naturdenkmale ohne Koordinaten mit einem roten beziehungsweise orangen Marker dargestellt und können in der Karte gesetzt werden. Denkmale ohne Bild sind mit einem blauen bzw. roten Marker gekennzeichnet, Denkmale mit Bild mit einem grünen beziehungsweise orangen Marker.
- Beschreibung: die Beschreibung des Naturdenkmales
- Schutzzweck: Erläutert den Grund der Unterschutzstellung
- Bild: Zeigt ein Bild des Naturdenkmales und gegebenenfalls ein Link zu weiteren Fotos im Medienarchiv Wikimedia Commons

## Gorden-Staupitz
Keine Naturdenkmale bekannt.

## Hohenleipisch
| Bild                           | Bezeichnung | Lage                                                                                         | Beschreibung | Schutzzweck                     | Nummer |
| ------------------------------ | ----------- | -------------------------------------------------------------------------------------------- | ------------ | ------------------------------- | ------ |
| Weitere Bilder Fotos hochladen | Bergulme    | Dreska, am Kinderspielplatz; Flur 2, Flurstück 440 (51° 29′ 10,3″ N, 13° 32′ 23,8″ O)        |              | Seltenheit, Eigenart, Schönheit | 1      |
| Weitere Bilder Fotos hochladen | Stieleiche  | Hohenleipisch, Dresdener Straße; Flur 1, Flurstück 109/11 (51° 29′ 49,4″ N, 13° 33′ 20,5″ O) |              | Eigenart, Seltenheit            | 240    |

## Plessa
| Bild                                    | Bezeichnung        | Lage | Beschreibung | Schutzzweck                                                         | Nummer    |
| --------------------------------------- | ------------------ | --- | ------------ | ------------------------------------------------------------------- | --------- |
| Weitere Bilder Fotos hochladen          | Rosskastanie       | Plessa, am Kulturhaus; Flur 3, Flurstück 578 (51° 27′ 49,8″ N, 13° 37′ 9,6″ O)                                     |              | landeskundlich, Eigenart, Schönheit                                 | 2         |
| BW                                      | Sommerlinde        | Plessa, Waldstraße 15, Flur 3, Flurstück 708 (51° 27′ 56,4″ N, 13° 37′ 39,5″ O)                                    |              | Eigenart, Schönheit                                                 | 3         |
| Direkt Bild zu diesem Denkmal hochladen | Bergulme           | Kahla, am Gasthof "Zur Ulme"; Flur 7, Flurstück 260 ()                                                             |              | Seltenheit, Eigenart                                                | 4         |
| Weitere Bilder Fotos hochladen          | Stieleiche         | Döllingen, Dorfplatz; Flur 1, Flurstück 62 (51° 29′ 4,5″ N, 13° 35′ 18,3″ O)                                       |              | naturgeschichtlich, Eigenart, Schönheit                             | 7         |
| Weitere Bilder Fotos hochladen          | Bergulme           | Döllingen, Dorfplatz 17; Flur 1, Flurstück 307, 67 (51° 29′ 4,7″ N, 13° 35′ 17,4″ O)                               |              | naturgeschichtlich, landeskundlich, Seltenheit, Eigenart, Schönheit | 8         |
| Weitere Bilder Fotos hochladen          | Stieleiche         | Plessa, Ortrander Straße; Flur 3, Flurstück 712 (51° 27′ 47,7″ N, 13° 37′ 18,2″ O)                                 |              | Eigenart, Schönheit                                                 | 238       |
| Fotos hochladen                         | Stieleiche         | Plessa, Elsterstraße; Flur 3, Flurstück 712 (51° 27′ 46,9″ N, 13° 37′ 12,6″ O)                                     |              | Eigenart, Schönheit                                                 | 239       |
| Direkt Bild zu diesem Denkmal hochladen | Stieleiche         | Plessa, Nähe Elstermühle an der Schwarzen Elster; Flur 10, Flurstück 116 ()                                        |              | naturgeschichtlich, Eigenart, Schönheit                             | 262       |
| Weitere Bilder Fotos hochladen          | Eichen-Ahorn-Allee | Plessa, Landesstraße zwischen Plessa und Schraden; Flur 17, 18, Flurstück 117, 40 (51° 27′ 12,8″ N, 13° 38′ 48″ O) |              | landeskundlich, Eigenart, Schönheit                                 | 629 - 826 |

## Schraden
| Bild                           | Bezeichnung | Lage                                                                                  | Beschreibung                                                                           | Schutzzweck                                                              | Nummer |
| ------------------------------ | ----------- | ------------------------------------------------------------------------------------- | -------------------------------------------------------------------------------------- | ------------------------------------------------------------------------ | ------ |
| BW                             | Stieleiche  | Schraden, im Schradenwald; Flur 2, Flurstück 3 (51° 26′ 46″ N, 13° 39′ 59,3″ O)       | Die Friedrichseiche im Schradener Wald ist im Mai 2011 durch Brandstiftung ausgebrannt | wissenschaftlich, naturgeschichtlich, landeskundlich, Eigenart Schönheit | 5      |
| Weitere Bilder Fotos hochladen | Stieleiche  | Schraden, Plessaer Straße 35; Flur 3, Flurstück 30 (51° 26′ 46,9″ N, 13° 40′ 30,8″ O) |                                                                                        | naturgeschichtlich, Eigenart, Schönheit                                  | 6      |